# Rötel

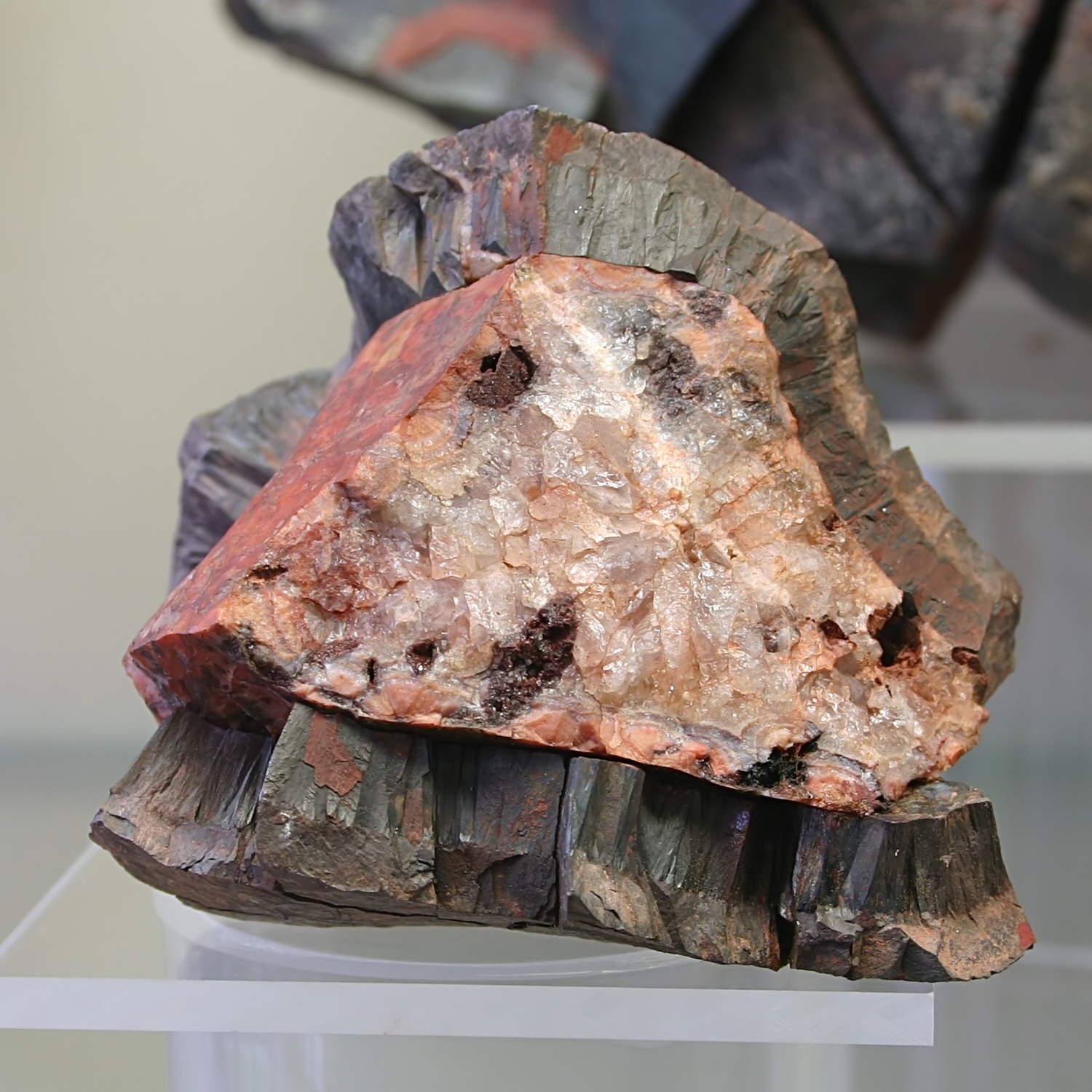
Rötel (Hämatit), Fundort Irrgang (Bludná) in Böhmen

Rötel (auch „roter Ocker“, „roter Eisenocker“ und Rötelstein genannt) gehört zu den Mineralfarben und besteht aus einer weichen Mischung von Ton und Hämatit (Fe2O3), einem Eisenoxidmineral. Der Hämatit verursacht dabei die tiefrote Farbe.

## Verwendung

### Neandertaler
Rötel wurde von Neandertalern bereits vor 250.000 bis 200.000 Jahren verwendet.
Am Typstandort Moustérien, in Le Moustier, wurden rötelbasierte Verbundklebstoffe mit Bitumen identifiziert. Unterschiedliche Mischungsverhältnisse für Schäftungen und rutschfeste Beschichtungen an Schabern dokumentieren komplexe Erkenntnisse und hohe Investitionen: Die Goethitanteile an den Handgriffen für Schneid- oder Schabwerkzeuge waren so hoch, dass sie die Leistung als Klebstoff in klassischen Haftsituationen, in denen Steingeräte an Griffe geklebt werden, beeinträchtigt hätten, aber die Griffigkeit ideal erhöhten.

### Früh- und Vorgeschichte des Menschen

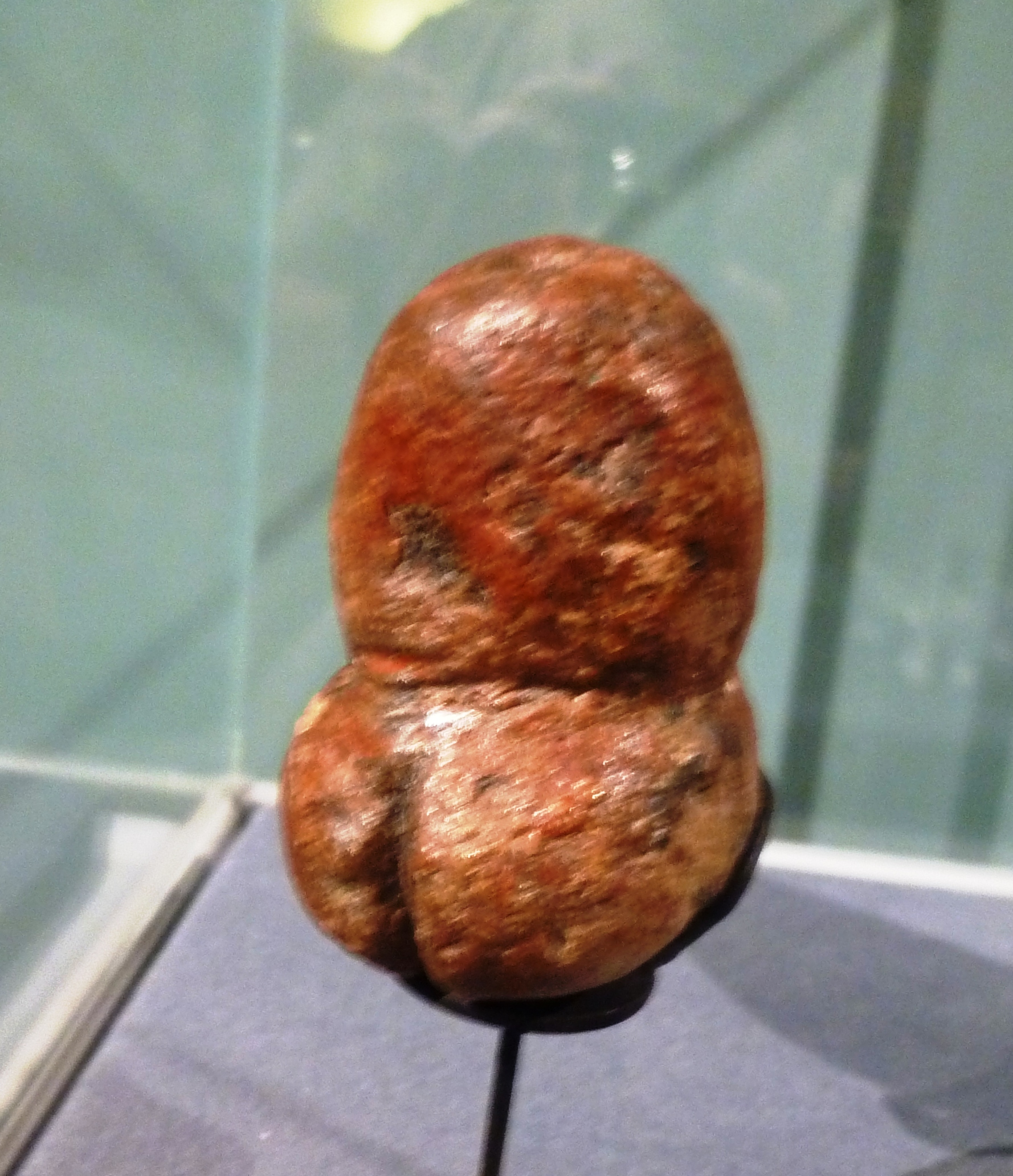
Mit Rötel gefärbte Venus von Mauern

Rötel wurde seit mindestens 100.000 Jahren von Homo sapiens zur Körperfärbung verwendet. Die Körperbemalung diente möglicherweise der Geruchsunterdrückung bei der Jagd und als Schutz vor Wind, Sonne, Pflanzen und Kälte. Diskutiert wird auch eine Verwendung, um Tierhäute haltbarer zu machen. Da eine Rötelbedeckung die Griffigkeit von Gegenständen erhöht, wurde Rötel als Additiv bei Verklebungstechniken zur Schäftung im Middle Stone Age Südafrikas eingesetzt. Zur Haltbarmachung einer Rötelbemalung wurden bereits vor 49.000 Jahren Bindemittel z. B. aus Milchprodukten verwendet, lange vor den Zeiten, aus denen Milchtierhaltung bekannt ist. Rötel war neben Kalk und Holzkohle eine der bei Höhlenmalereien eingesetzten Farben.
Die frühe Verwendung von Rötel könnte eventuell mit rituellen Handlungen und Symbolismus in Zusammenhang stehen.
Rötel wurde auch zur Färbung der Verstorbenen und ihrer Gräber in der Bandkeramik- und in der Jamnaja- oder Ockergrabkultur verwendet. Dazu benutzte man die unterschiedlichsten Mineralien, nachgewiesen sind Ocker in Rixheim, Hämatit in Elsloo, Mangan in thüringischen Gräbern und eventuell Eisenhydroxid in Halle.

### Geschichte
Die Germanen benutzten Rötel, um Runen zu färben. Die Griechen verwendeten Rötel als Farbe zum wasserfesten Anstrich von Schiffen. Die Römer verschönerten Häuser, Türpfosten und Deckenbalken mit Rötel. Bei Ausgrabungen im römischen vicus Wareswald bei Tholey wurde eine im 4. Jh. n. Chr. eingerichtete Rötelstiftmanufaktur entdeckt. Der in der Nähe bis ins 20. Jh. abgebaute (und schon 1544 von Sebastian Münster sowie 1546 von Georgius Agricola erwähnte) Rötel aus dem St. Wendeler Land wurde von Rötelkrämern aus Oberthal und Umgegend in ganz Europa gehandelt.

### Kunst
Rötel, seit dem Mittelalter auch als Rötelstein (und Rote Erde) bezeichnet, wurde seit der Renaissance als Stift zum Zeichnen, vor allem für Skizzen und Entwürfe, verwendet, aber auch schon in der Höhle von Altamira bei Höhlenmalereien verarbeitet. Auch im Barock und Rokoko schätzten Künstler den rötlichen Farbstich. Die Rötelzeichnung ist nicht wischfest und muss fixiert werden. Heute ist sie weniger gebräuchlich.
Rötel eignet sich besonders für feine Strichzeichnungen, Porträts, Aktzeichnungen und figürliche Darstellungen. Das heute in der Kunst verwendete Rötel ist ein feinkörniges Mineralgemenge aus Tonblättchen (Schichtsilikaten), Quarz- und Feldspatkörnchen sowie Hämatit als Farbpigment. Im Handel wird Rötel in der Form von Vierkantstäbchen, als Mine für Klemmstifte und als Holzstift mit einem runden Kern aus Rötel angeboten.

## Gewinnung
Rötelabbau, teilweise auch bergmännisch, fand seit der Altsteinzeit statt, in allen Teilen der Welt. Frühbronzezeitliche Rötelgruben sind u. a. von der griechischen Insel Thasos bekannt.

## Forschung
Da Eisen je nach Feuchtigkeit in verschiedenen Oxidationsstufen vorkommen kann, welche unterschiedliche Pigmenttöne abgeben, ist bei Betrachtung und Bewertung älterer oder gar prähistorischer Darstellungen mittels Rötel nicht gewiss, ob dort Gelb-, Rot-, Braun- oder Schwarztöne dargestellt werden sollten. Dies erschwert oft die Identifizierung der Bedeutung und erfordert Rekonstruktionen der Oxidationsprozesse.

## Galerie

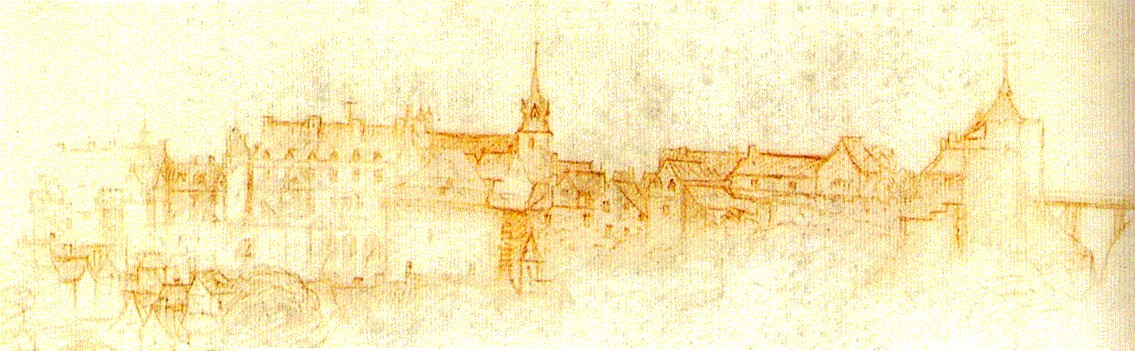
Skizze, Schule von da Vinci, 1517

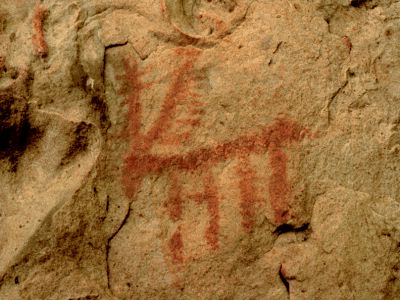
Prähistorische Höhlenzeichnung in Cueva de Bacinete (Los Barrios)
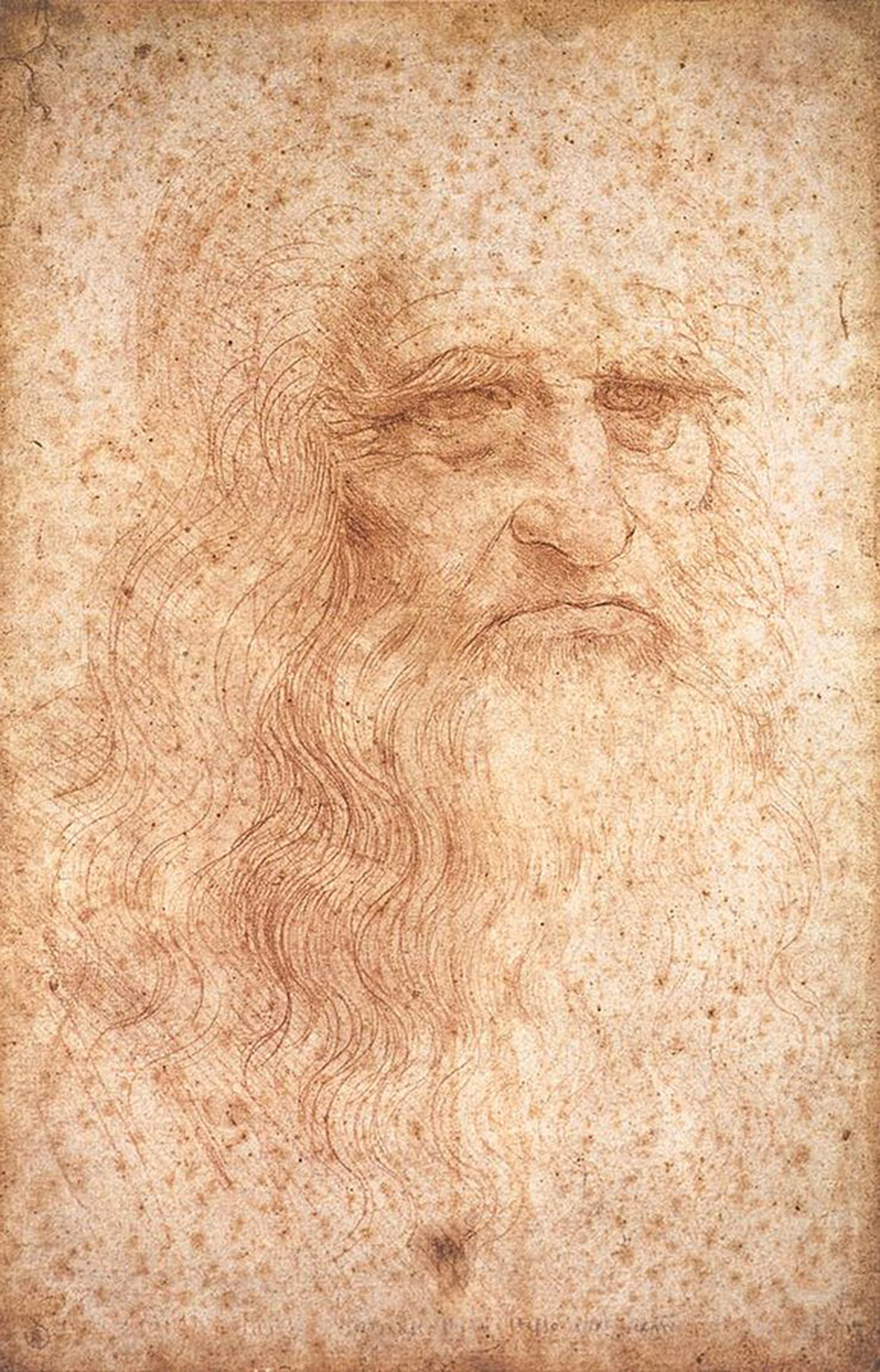
Leonardo da Vinci, Selbstbildnis, ca. 1512–1515
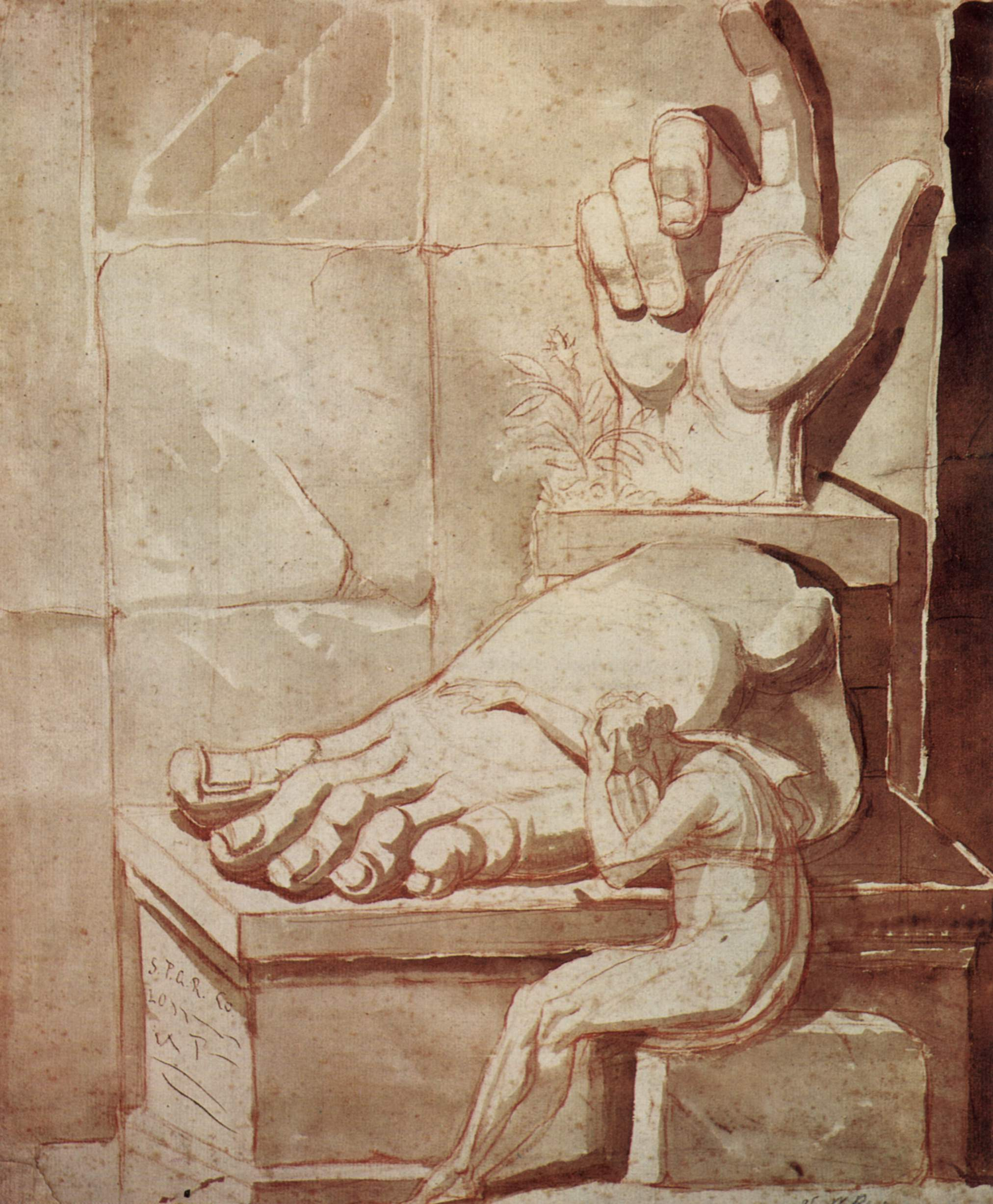
Johann Heinrich Füssli, Der Künstler verzweifelnd angesichts der Größe der antiken Trümmer, ca. 1778–1780
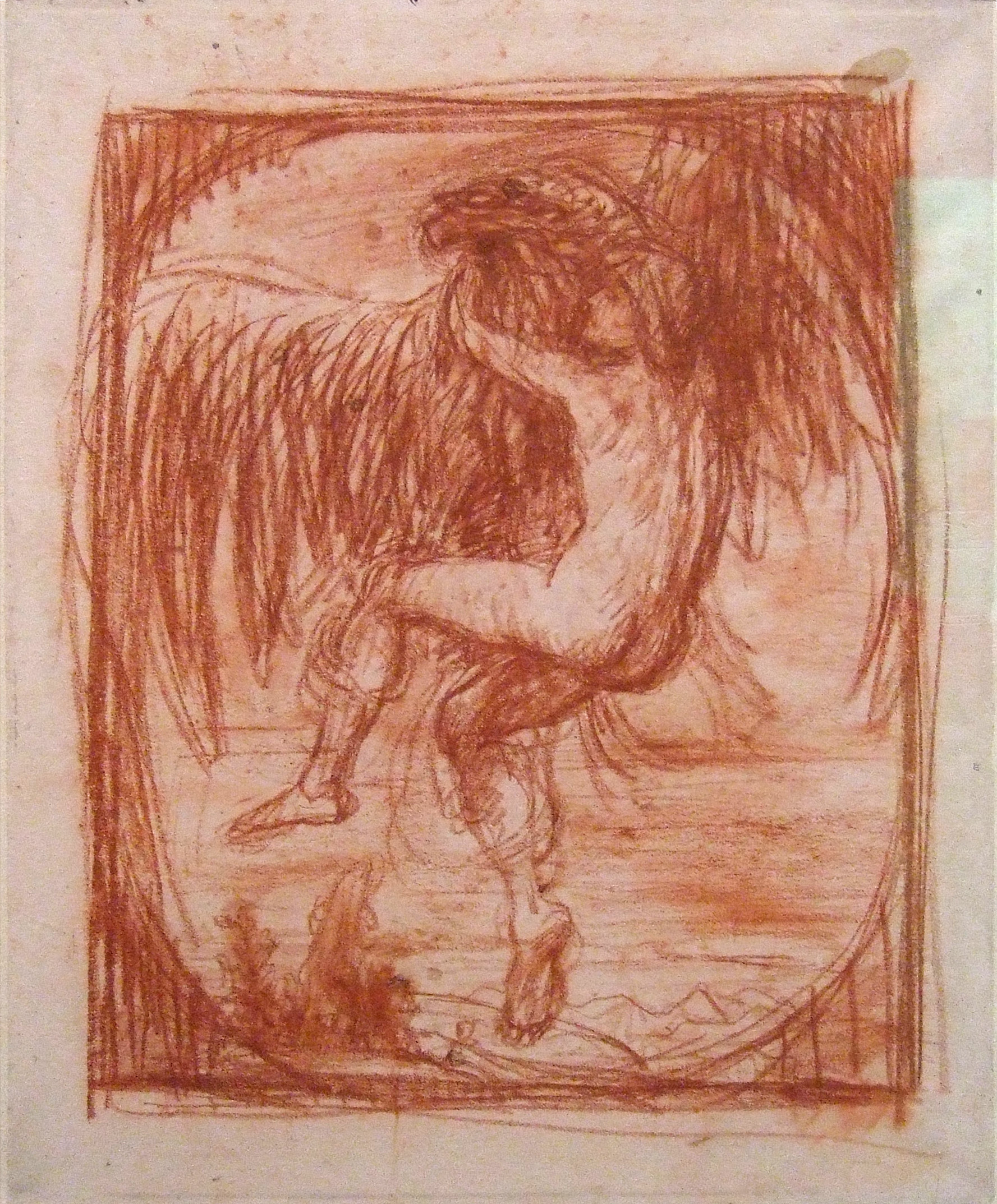
Hans von Marées, Studie zum Gemälde Entführung des Ganymed, 1887